# Mikania micrantha
Espèce
Classification phylogénétique
Mikania micrantha, aussi appelée liane américaine, est une espèce de plantes à fleurs dicotylédones de la famille des Asteraceae, tribu des Eupatorieae, originaire des régions tropicales d'Amérique centrale et d'Amérique du Sud. L'espèce fait partie des 100 pires espèces envahissantes selon l'UICN.

## Description

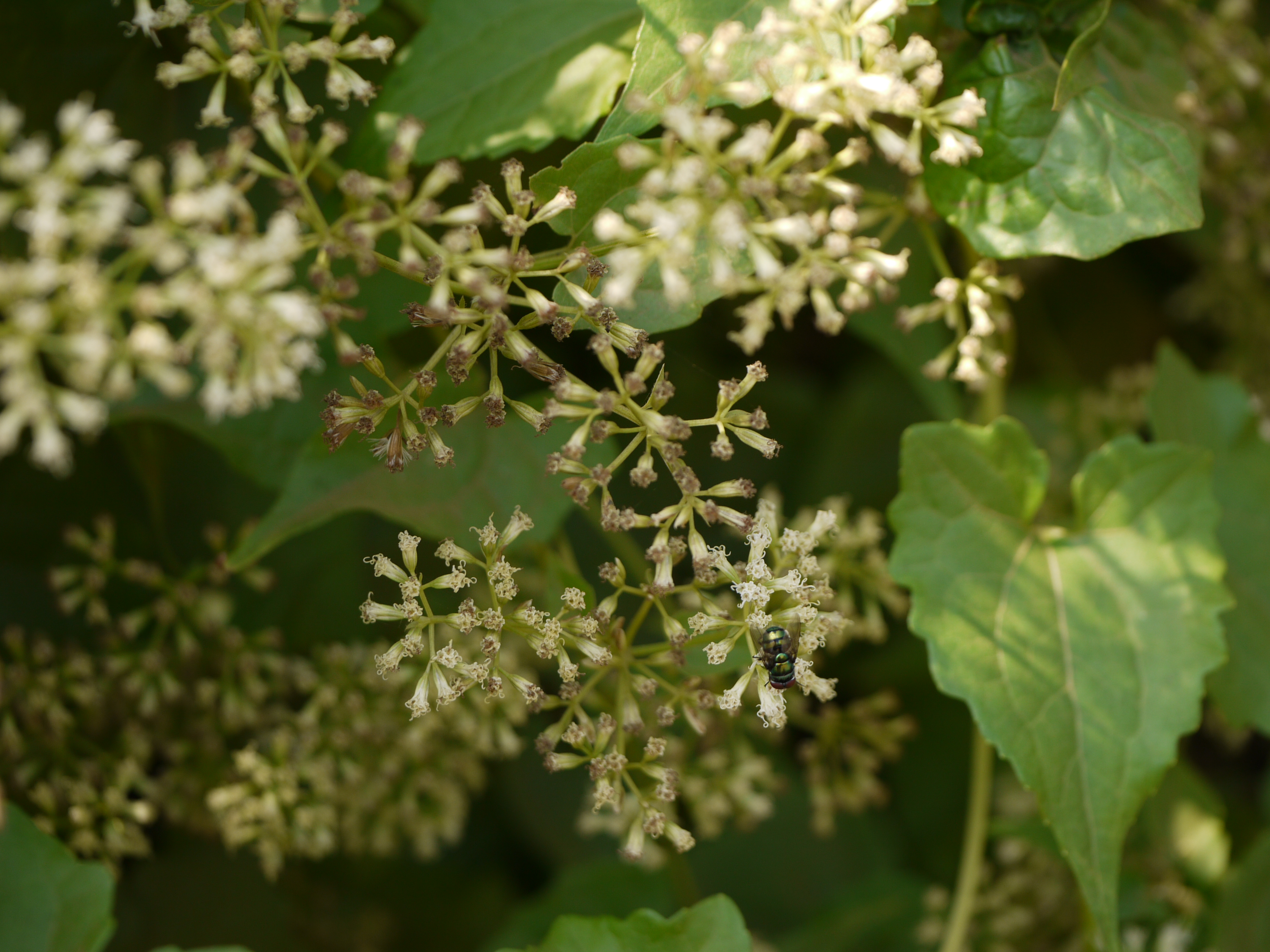

### Aspect général
Mikania micrantha est une plante herbacée lianescente vivace semi-ligneuse, volubile, grimpante ou rampante, à croissance rapide ; chaque plant peut coloniser un espace de 25 mètres carrés en seulement un mois.

### Feuilles
Les feuilles sont simples, opposées et pétiolées. Le limbe est triangulaire, avec une base cordée et une apex aigu. La marge est ondulée et légèrement dentée.

### Fleurs
Les inflorescences se composent d'une multitude de petits capitules blanchâtres constituées uniquement de fleurs tubulées.

### Fruits
Les fruits sont des akènes noirs de 2 millimètres de long comportant un pappus d'une trentaine de soies blanches. Chaque plant peut produire jusqu'à 40 000 graines viables par an.

## Répartition
Originaire d'Amérique Centrale et du Sud, Mikania micrantha préfère les zones à humidité élevée, bien éclairées et à sol fertile, riche en matière organique.

### Caractère envahissant
Elle est considérée comme une plante envahissante notamment en Asie (Chine, Inde), à Maurice, dans la zone Australasienne, et en Nouvelle-Calédonie où elle a été introduite en 1964 dans la zone Dumbéa-Païta.

### Législation
Aux États-Unis, elle est déclarée Federal noxious weed (mauvaise herbe nuisible fédérale).
En Nouvelle-Calédonie, le Code de l'environnement de la Province Sud interdit l’introduction dans la nature de cette espèce ainsi que sa production, son transport, son utilisation, son colportage, sa cession, sa mise en vente, sa vente ou son achat.

## Liste des formes
Selon Catalogue of Life (18 septembre 2016) :
- forme Mikania micrantha f. micrantha